# AMX Mouse

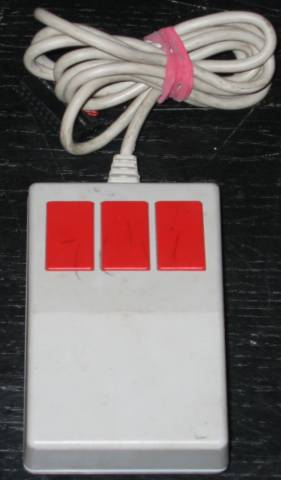
AMX Mouse (Type 2).

El AMX Mouse fue un ratón de ordenador comercializado a partir de 1985 por la compañía británica Advanced Memory Systems. Se lanzaron versiones para ZX Spectrum, Amstrad CPC y BBC Micro.

## Características
El ratón (de 3 botones) era vendido con un interface hardware para conectarlo al ordenador, y usualmente con software que aprovechaba el periférico, en el caso del ZX Spectrum, AMX Art, AMX Palette, AMX Control e Icon Designer, todos ellos desarrollados por el fabricante, que un poco más tarde lanzaría el Max Desktop, interfaz gráfica de usuario, para ZX Spectrum con ZX Microdrive, de la que igualmente sacaron una versión para Amstrad CPC.
Otras compañías también produjeron software que hacía uso del ratón AMX, como el OCP Advanced Art Studio o el juego Starglider.
Otros programas del fabricante para este ratón en la plataforma BBC Micro fueron:
- AMX Desk escritorio/GUI con ratón, similar al Max Desktop.
- AMX Pagemaker editor de textos
- AMX 3D Zicon dibujo de vectores 3D, en formato AMX Art.
- AMX Database base de datos con capacidad para 1000 registros.
- AMX XAM creación de presentaciones empleando imágenes del AMX Art.
- AMX Paintpot aplicación para cambiar el coloreado de imágenes AMX Art.